# Martin Stocker
Martin Stocker (16 dicembre 1979) è un ex sciatore alpino austriaco.

## Biografia
Polivalente originario di Schladming e attivo dal dicembre del 1994, Stocker debuttò in campo internazionale in occasione dei Mondiali juniores di Schladming 1997, dove vinse la medaglia d'oro nel supergigante e quella d'argento nello slalom speciale; 13 marzo dello stesso anno disputò la sua unica gara in Coppa del Mondo, il supergigante di Vail che chiuse al 25º posto. 
In Coppa Europa esordì il 13 dicembre 1997 a Obereggen in slalom speciale (20º), ottenne il miglior piazzamento il 30 novembre 2002 a Levi in slalom speciale (14º) e prese per l'ultima volta il via il 15 marzo 2003 a Piancavallo nella medesima specialità, senza completare la prova. Si ritirò durante la stagione 2007-2008 e la sua ultima gara fu uno slalom speciale FIS disputato il 10 febbraio a Spirit Mountain; non prese parte a rassegne olimpiche o iridate.

## Palmarès

### Mondiali juniores
- 2 medaglie:
  - 1 oro (supergigante a Schladming 1997)
  - 1 argento (slalom speciale a Schladming 1997)

### Coppa Europa
- Miglior piazzamento in classifica generale: 107º nel 1999 e nel 2001